# Хозяева джиннов
«Хозяева джиннов» (англ. A Master of Djinn) — фэнтезийный роман американского писателя Ф. Джели Кларка, сочетающий в себе элементы жанров полицейской процедурной драмы, альтернативной истории, городского фэнтези, экзотического детектива и стимпанка, впервые изданный Tordotcom в 2021 году. Роман стал лауреатом и номинантом престижных литературных премий и получил положительные отзывы критиков.

## Сеттинг
Действие романа происходит в общем сеттинге с предыдущими работами Кларка — повестью «Дух трамвая 015» и рассказом «Мёртвый джинн в Каире». В середине XIX века мистик аль-Джахиз открыл портал, через который на Землю стали попадать магические существа: гоблины, феи, джинны, ангелы и другие создания мифов и легенд. Постепенно они интегрируются в человеческое общество, а люди привыкают жить бок о бок со сверхъестественным. Благодаря мастерству населивших его джиннов, Египет становится центром технологического прогресса и одной из мировых сверхдержав. По Каиру ездят автоматические колёсные экипажи, небесные трамваи, а людям прислуживают механические «автоевнухи». Проблемы взаимоотношений между людьми и магическими существами решает Министерство алхимии, заклинаний и сверхъестественных сущностей. Прогресс коснулся и общественных институтов: Египет намного опередил другие державы в таких вопросах, как равноправие граждан и предоставление избирательного права женщинам. В то же время, в новом мире, где сосуществуют последователи ислама, служители культов древних богов и сверхъестественные существа, сохраняются социальные проблемы: неравенство между богатыми и бедными, ксенофобия, расизм и прочие социальные предрассудки.

## Сюжет
Действие романа происходит в 1912 году в Каире. Агент Министерства алхимии, заклинаний и сверхъестественных сущностей Фатима эль-Шаарави расследует совершённое с применением магического огня убийство членов тайного братства, которым руководил английский лорд Уортингтон. Братство искало способ открыть тайны суфийского мистика аль-Джахиза, который впустил магию в мир. По словам Эбигейл Уортингтон, дочери убитого, преступление совершил таинственный человек в золотой маске, который заявил, что он — сам возрождённый Аль-Джахиз. В расследовании Фатиме помогают агент Хадия — её новая напарница, нубийка Сити — последовательница культа богини Хатор и тайная любовница Фатимы, а также Ахмад, жрец культа бога-крокодила Собека.
Они идут по следу человека в маске, который сеет хаос на улицах Каира, выступая с речами о несправедливости, которую допускают власть имущие, и о заговоре, имеющем целью превратить Египет в британскую колонию. Положение осложняет то, что убийца, открыто признавая своё преступление, снимает маску и оказывается копией аль-Джахиза, что привлекает народ на его сторону. Под подозрение попадает сын убитого лорда, Александр Уортингтон. Однако расследованию мешает политическая ситуация — скоро в Каире должен состояться саммит с участием мировых лидеров, и власти не хотят ставить его проведение под угрозу. Кроме того, человек в маске нападает на Министерство, похитив из его хранилища Часы Миров — опасный артефакт, позволяющий разрывать барьеры между мирами.
Самозванный аль-Джахиз появляется на саммите, желая сорвать дипломатические договорённости, призванные предотвратить начало мировой войны. Он демонстрирует способность брать под контроль джиннов, живущих среди людей. Однако Фатима и Сити вступают с ним в схватку. Фатиме удаётся захватить маску и локон волос самозванца. Выясняется, что образ аль-Джахиза — это иллюзия. Кроме того, обрывочные сведения, которые удаётся выудить из причастных к делу джиннов, говорят о том, что повелевать джиннами самозванцу даёт возможность особое кольцо Печать Сулеймана — древний артефакт, само существование которого скрывается охраняющими его ангелами.
Встреча с ангелами, которые утверждают, что Печать была у них украдена, даёт возможность Фатиме противодействовать заклинанию, скрывающему существование Печати, однако джинны-свидетели всё равно вынуждены говорить лишь намёками. Однако эти намёки позволяют Фатиме выйти на след истинного злодея. Вызвав на дуэль обоих детей Уортингтона, агенты убеждаются, что Александр неспособен к сражению, в отличие от Эбигейл. Поняв, что её тайна раскрыта, Эбигейл применяет Печать Сулеймана для того, чтобы призвать огромного механического джинна, сердцем которого являются Часы Миров. Она берёт под контроль всех остальных джиннов, заставляя их охранять её, и направляется к месту, где аль-Джахиз прорвал барьер между миром людей и миром магии.
Используя Часы Миров, Эбигейл призывает девять Владык-ифритов — самых могущественных джиннов, и пытается взять их под контроль. Её планы срывает Ахмад, в обличье крокодила откусывающий ей руку вместе с кольцом-Печатью. Девять Владык пытаются убедить джиннов вступить в войну с целью подчинения человечества, но не находят у них понимания — джинны слишком привыкли к мирной жизни среди людей. Начинается битва, которую прекращает Фатима, получившая Печать от Ахмада и повелевшая ифритам отправиться в свой мир и запечатать за собой портал.
Ифриты подвергают Эбигейл магической процедуре, приводящей ей в кататоническое состояние, чтобы наверняка обезвредить её. Ахмад получает задание спрятать печать там, где её никто не найдёт. Александр Уортингтон помогает Министерству в восстановлении порядка. Фатима и Сити отдыхают от дел в окружении друзей и родственников, для которых их любовь больше не является тайной.

### Темы
Роман Ф. Джели Кларка затрагивает ряд актуальных тем, таких как феминизм, взаимоотношения полов, колониализм, права человека, классовое и социальное неравенство, секс и гендер и т.д. Рассматриваются и более традиционные вопросы, такие как давление, связанное с тем, что герой оказывается образцом для подражания. В то же время, по мнению Лиз Бурк, серьёзные вопросы остаются на втором плане, а в первую очередь книга является всё же приключенческим романом с магией, отношениями, полицейской работой и спасением мира.

## Восприятие
Гэри К. Вулф в рецензии для Locus отмечает, что идея о магии, вернувшейся в мир людей, не является новой, и что Кларк правильно поступил, оставив её на заднем плане и сконцентрировавшись на описании мира, который сформируется в результате сосуществования людей и магических существ. Рецензент обращает внимание на то, что несмотря на проработку вымышленной версии прогрессивного Каира, основанной на стимпанк-технологиях джиннов, а также детально проработанный бестиарий сверхъестественных существ, роман не избегает клише, таких как конфликт главной героини с навязанной ей напарницей, позже превращающийся в сотрудничество, злодей с манией величия, характерной для антагонистов Бондианы, и стремлением к детальному изложению своих планов («синдром Powerpoint-злодея»). Однако в целом отмечается, что слабость детективной интриги не влияет на удовольствие читателя, так как последняя треть романа отходит от стиля процедурной драмы и переходит к описанию действия, достигающего уровня интенсивности финальных схваток кинематографической вселенной Marvel.
Лиз Бурк пишет, что «Хозяева джиннов» — это «абсолютный гонзо-палп», пусть и антиколониальный и антирасистский, в отличие от старомодной бульварной литературы, ориентированный на развлечение читателя. По её мнению, роман состоит из «одной части детективной истории, одной части политического триллера и пяти частей приключенческого боевика». В то же время, рецензент отмечает вдумчивый подход автора к построению своего «странного и ненормального мира», его литературный дар, позволяющий создавать запоминающиеся обороты речи, а также соблюдать темп изложения, подталкивающий продолжать чтение, но не создающий ощущения чрезмерной спешки.
В рецензии журнала «Мир фантастики» отмечается, что образ главной героини недостаточно проработан. Его внешним деталям уделяется больше внимания, чем истории и характеру персонажа. В результате оказывается, что второстепенные персонажи оказываются более интересными. Была отмечена также простота детективной загадки, карикатурность образа главного злодея и чрезмерная зрелищность и динамичность происходящего, которые мешают раскрывать характеры героев и приводят к упрощению сюжета. В качестве достоинства книги отмечается интересный и необычный мир.

## Награды и номинации
«Хозяева джиннов» стали лауреатом премии «Небьюла» за лучший роман 2021 года, премии «Локус» за лучший дебютный роман 2022 года и премии имени Комптона Крука за лучший роман 2022 года. Роман также был номинирован на Мифопоэтическую премию, Всемирную премию фэнтези за лучший роман и премию «Хьюго» за лучший роман 2022 года.